# Raúl Contreras
Raúl Contreras (Cojutepeque, 3 de mayo de 1896 – Madrid, 2 de diciembre de 1973) fue un poeta, dramaturgo y diplomático salvadoreño. Desde la segunda década del siglo XX, obtuvo cargos diplomáticos en los que fungió como enviado extraordinario y ministro en Madrid y París. Debido a la Segunda Guerra Mundial pasó a radicar con su familia en el sur de Francia. Durante muchos años, Contreras fungió como emisario de El Salvador en Europa, visitando países como España, Reino Unido, Suiza, Vaticano y Francia, donde brindó asilo a muchas personas perseguidas por los nazis en plena Segunda Guerra Mundial. Debido a esta labor, el salvadoreño fue condecorado con la Legión de Honor francesa.Raúl, junto a su esposa, Isabel Schneider Duve, e hijas regresaron a El Salvador en 1946. Solo un año después lo nombran presidente de la Junta Nacional de Turismo y empieza a impulsar este rubro en el país.
Entre 1947 y 1950 escribió bajo el seudónimo de Lydia Nogales, y sus primeros poemas aparecieron en La patria de las artes y Tribuna Libre en San Salvador. 
Junto a Alberto Guerra Trigueros y Ricardo Trigueros de León, fundó la Casa de Cultura de San Salvador. Logró, además, el ingreso como miembro a la Academia Salvadoreña de la Lengua. En los años 1950 fue presidente de la Junta Nacional de Turismo, la cual tuvo significativos resultados al construir muchos turicentros y parques populares que continúan funcionando en la actualidad, entre ellos el Parque Balboa, Los Chorros; Otro de los turicentros insignia de Raúl es Los Chorros, situado en Colón, nombrado así gracias a sus nacimientos de agua que se originan por filtraciones de lluvias en el Volcán de San Salvador. Apulo y Hotel de montaña en el Cerro Verde etc.A Contreras también se le atribuye el "embellecimiento" del Cerro Las Pavas, en su originario Cojutepeque, un sitio visitado por muchos devotos a la Virgen de Fátima. Más allá del el ambiente religioso, el cerro brinda un contacto único con la naturaleza, pues en su interior habitan árboles de más de 100 años. En los registros diplomáticos hay relatos de acciones heroicas y humanas de la diplomacia salvadoreña, pero aisladas, por ejemplo Raúl Contreras, el eminente escritor, poeta e intelectual salvadoreño, al mando de la Representación Diplomática en Madrid, España, se volcó a salvar vidas durante la guerra civil española en 1939, de manera indistinta sin considerar posiciones de los bandos en contienda.
Después de su muerte, sus restos han reposado en el rincón de los poetas, en el turicentro Los Chorros. David Escobar Galindo describe a Contreras como: 

Poeta de fibra  romántica que deviene en post-modernista. Cultor excelente del soneto, forma clásica en la que está vertida casi toda su producción poética.

Juan Guzmán Cruchaga, por su parte, expresa: 

Gran Poeta, creador de creadores y fabuloso Mago de los jardines…

## Obra
- Armonías íntimas, poesía, San Salvador, 1919.

- La Princesa Está Triste…, pieza teatral en verso, Madrid, 1925.

- Poesías Escogidas, poesía, Madrid, 1926.

- Presencia de Humo, poesía, San Salvador, 1959.

Etc. wazza

## Fragmento de su poesía
UN VISITANTE

Alguien abrió con el mayor sigilo
mi puerta, de seguro mal cerrada,
Le vio, sin forma apenas, mi almohada,
el paso muelle y la palabra en vilo.

No, no era nadie que buscara asilo
ni que quisiera demandarme nada.
Con la primera luz de la alborada,
salió en silencio y me dejó tranquilo.

De EN LA OTRA ORILLA, Edición póstuma, San Salvador, 1974.